# Five Nations 1986
Die Ausgabe 1986 des jährlich ausgetragenen Rugby-Union-Turniers Five Nations (seit 2000 Six Nations) fand an fünf Spieltagen zwischen dem 18. Januar und dem 15. März statt. Turniersieger wurden gemeinsam Frankreich und Schottland (nach dem damaligen Modus spielte die Punktedifferenz bei Gleichstand keine Rolle).

## Teilnehmer
| Land       | Stadion             | Stadt     | Trainer         | Kapitän           |
| ---------- | ------------------- | --------- | --------------- | ----------------- |
| England    | Twickenham Stadium  | London    | Martin Green    | Nigel Melville    |
| Frankreich | Parc des Princes    | Paris     | Jacques Fouroux | Daniel Dubroca    |
| Irland     | Lansdowne Road      | Dublin    | Mick Doyle      | Ciaran Fitzgerald |
| Schottland | Murrayfield Stadium | Edinburgh | Derrick Grant   | Colin Deans       |
| Wales      | Cardiff Arms Park   | Cardiff   | Tony Gray       | David Pickering   |

## Tabelle
|    | Land       | Spiele | Siege | Unent. | Ndlg. | Spiel- punkte | Diff. | Tabellen- punkte |
| -- | ---------- | ------ | ----- | ------ | ----- | ------------- | ----- | ---------------- |
| 1. | Frankreich | 4      | 3     | 0      | 1     | 98:52         | + 46  | 6                |
| 1. | Schottland | 4      | 3     | 0      | 1     | 76:54         | + 22  | 6                |
| 3. | Wales      | 4      | 2     | 0      | 2     | 74:71         | + 3   | 4                |
| 3. | England    | 4      | 2     | 0      | 2     | 62:100        | − 38  | 4                |
| 5. | Irland     | 4      | 0     | 0      | 4     | 50:83         | − 33  | 0                |

## Ergebnisse

### Erste Runde
| 18. Januar 1986 | England                                   | 21 : 18        | Wales                                                                               | Twickenham Stadium, London Schiedsrichter: Bob Fordham (Australien) |
| 18. Januar 1986 | Straftritte: Andrew (6) Dropgoals: Andrew | (12:9) Bericht | Versuche: Bowen Erhöhungen: Thorburn Straftritte: Thorburn (3) Dropgoals: J. Davies | Twickenham Stadium, London Schiedsrichter: Bob Fordham (Australien) |

| 18. Januar 1986 | Schottland                   | 18 : 17        | Frankreich                                                            | Murrayfield Stadium, Edinburgh Zuschauer: 60.000 Schiedsrichter: David Burnett, Irland |
| 18. Januar 1986 | Straftritte: G. Hastings (6) | (12:7) Bericht | Versuche: Berbizier Sella Straftritte: Laporte (2) Dropgoals: Laporte | Murrayfield Stadium, Edinburgh Zuschauer: 60.000 Schiedsrichter: David Burnett, Irland |

### Zweite Runde
| 1. Februar 1986 | Frankreich                                                                                              | 29 : 9        | Irland                   | Parc des Princes, Paris Zuschauer: 49.238 Schiedsrichter: Bob Fordham (Australien) |
| 1. Februar 1986 | Versuche: Berbizier Marocco Sella Erhöhungen: Laporte Straftritte: Blanco Laporte (3) Dropgoals: Lafond | (9:6) Bericht | Straftritte: Kiernan (3) | Parc des Princes, Paris Zuschauer: 49.238 Schiedsrichter: Bob Fordham (Australien) |

| 1. Februar 1986 | Wales                                                       | 22 : 15       | Schottland                                                    | Cardiff Arms Park, Cardiff Schiedsrichter: Bob Francis (Neuseeland) |
| 1. Februar 1986 | Versuche: Hadley Straftritte: Thorburn Dropgoals: J. Davies | (9:6) Bericht | Versuche: Duncan G. Hastings Jeffrey Straftritte: G. Hastings | Cardiff Arms Park, Cardiff Schiedsrichter: Bob Francis (Neuseeland) |

### Dritte Runde
| 15. Februar 1986 | Irland                                                          | 12 : 19        | Wales                                                                    | Lansdowne Road, Dublin Schiedsrichter: Fred Howard (England) |
| 15. Februar 1986 | Versuche: Ringland Erhöhungen: Kiernan Straftritte: Kiernan (2) | (12:4) Bericht | Versuche: P. Davies Lewis Erhöhungen: Thorburn Straftritte: Thorburn (3) | Lansdowne Road, Dublin Schiedsrichter: Fred Howard (England) |

| 15. Februar 1986 | Schottland                                                                                    | 33 : 6         | England                 | Murrayfield Stadium, Edinburgh Schiedsrichter: Bob Francis (Neuseeland) |
| 15. Februar 1986 | Versuche: Duncan S. Hastings Rutherford Erhöhungen: G. Hastings (3) Straftritte: Hastings (5) | (12:6) Bericht | Straftritte: Andrew (2) | Murrayfield Stadium, Edinburgh Schiedsrichter: Bob Francis (Neuseeland) |

### Vierte Runde
| 1. März 1986 | England                                                                              | 25 : 20        | Irland                                                                        | Twickenham Stadium, London Schiedsrichter: Clive Norling (Wales) |
| 1. März 1986 | Versuche: H. Davies Richards Strafversuch Erhöhungen: Andrew (3) Straftritte: Andrew | (9:10) Bericht | Versuche: McCall Mullin Ringland Erhöhungen: Kiernan Straftritte: Kiernan (2) | Twickenham Stadium, London Schiedsrichter: Clive Norling (Wales) |

| 1. März 1986 | Wales                     | 15 : 23        | Frankreich                                                                   | Cardiff Arms Park, Cardiff Zuschauer: 58.000 Schiedsrichter: Brian Anderson (Schottland) |
| 1. März 1986 | Straftritte: Thorburn (5) | (9:11) Bericht | Versuche: Blanco Lafond (2) Sella Erhöhungen: Laporte (2) Dropgoals: Laporte | Cardiff Arms Park, Cardiff Zuschauer: 58.000 Schiedsrichter: Brian Anderson (Schottland) |

### Fünfte Runde
| 15. März 1986 | Frankreich                                                                                   | 29 : 10        | England                                  | Parc des Princes, Paris Zuschauer: 49.238 Schiedsrichter: Derek Bevan (Wales) |
| 15. März 1986 | Versuche: Blanco Laporte Sella Strafversuch Erhöhungen: Laporte (2) Straftritte: Laporte (3) | (10:0) Bericht | Versuche: Dooley Straftritte: Barnes (2) | Parc des Princes, Paris Zuschauer: 49.238 Schiedsrichter: Derek Bevan (Wales) |

| 15. März 1986 | Irland                                                      | 9 : 10        | Schottland                                  | Lansdowne Road, Dublin Schiedsrichter: Francis Palmade (Frankreich) |
| 15. März 1986 | Versuche: Ringland Erhöhungen: Kiernan Straftritte: Kiernan | (9:0) Bericht | Versuche: Laidlaw Straftritte: Hastings (2) | Lansdowne Road, Dublin Schiedsrichter: Francis Palmade (Frankreich) |